# Dekkera bruxellensis
Dekkera bruxellensis är en svampart som beskrevs av Van der Walt 1964. Dekkera bruxellensis ingår i släktet Dekkera och familjen Pichiaceae.   Inga underarter finns listade i Catalogue of Life.